# Aurignac, Haute-Garonne
Aurignac är en kommun i departementet Haute-Garonne i regionen Occitanien i södra Frankrike. Kommunen ligger i kantonen Aurignac som tillhör arrondissementet Saint-Gaudens. År 2022 hade Aurignac 1 240 invånare.

## Befolkningsutveckling
Antalet invånare i kommunen Aurignac
Referens:INSEE